# Злынка (Кировоградская область)
Злы́нка (укр. Злинка) — село, центр Злынской сельской общины Новоукраинского района Кировоградской области Украины.

## Население
Население по переписи 2001 года составляло 5178 человек.

### Языковой состав
Родной язык населения по данным переписи 2001 года:
| Язык       | Численность, чел. | Доля     |
| ---------- | ----------------- | -------- |
| Украинский | 3 007             | 58,07 %  |
| Русский    | 2 119             | 40,92 %  |
| Другое     | 52                | 1,01 %   |
| Итого      | 5 178             | 100,00 % |

## История
Населённый пункт был основан в XVIII веке переселенцами из посада Злынка Новозыбковского уезда Черниговской губернии и изначально являлся слободой, в дальнейшем стал волостным центром Елисаветградского уезда Херсонской губернии. В 1861 году Злынка получила статус местечка.
В начале марта 1918 года здесь был избран Совет крестьянских депутатов и провозглашена Советская власть, однако вскоре местечко оккупировали австро-немецкие войска (которые оставались здесь до ноября 1918 года), в дальнейшем селение оказалось в зоне боевых действий гражданской войны. В марте 1920 года Советская власть была восстановлена.
В 1923 году Злынка стала центром Злынковского района Елисаветградского округа. После упразднения района, населенный пункт вошёл в состав Маловисковского района.
В 1925 году здесь был построен деревянный элеватор.
В соответствии с первым пятилетним планом развития народного хозяйства СССР в 1932 году здесь была создана Капустинская МТС.
Во время Великой Отечественной войны с 31 июля 1941 до 13 марта 1944 года село находилось под немецкой оккупацией.
1 сентября 1944 года восстановили работу средняя школа № 1 и четыре начальные школы. Кроме того, в 1944 году жители села собрали 30 тыс. рублей на строительство танковой колонны «Кировоградский комсомолец». В 1946 году возобновила работу больница на 25 коек.
В 1972 году население составляло 7259 человек, здесь действовали элеватор, кукурузокалибровочный завод (открытый в 1960 году), асфальтобетонный завод, больница на 35 мест, аптека, две средние школы, три начальные школы, консультационный пункт заочной школы, 8 библиотек и 5 клубов.
В 2020 году село стало центром Злынской сельской общины Новоукраинского района

## Транспорт
На окраине села находится железнодорожная станция Капустино.